# Oligodon kheriensis
Oligodon kheriensis là một loài rắn trong họ Rắn nước. Loài này được Acharji & Ray mô tả khoa học đầu tiên năm 1936.

## Hình ảnh

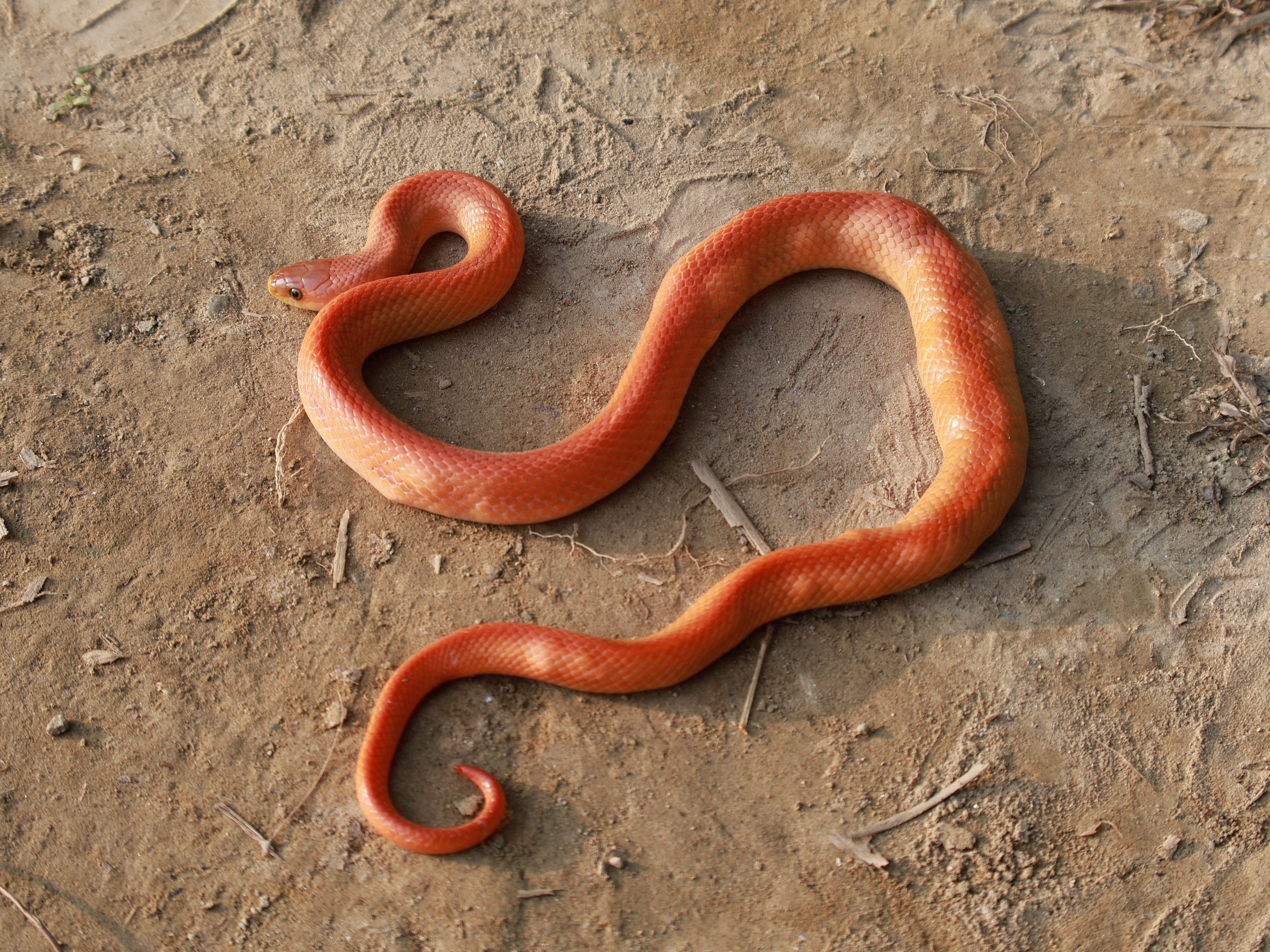